# Abdülkerim Bardakcı
Abdülkerim Bardakcı (sinh 7 tháng 9 năm 1994) là một cầu thủ bóng đá Thổ Nhĩ Kỳ thi đấu ở vị trí hậu vệ cho Samsunspor mượn từ Konyaspor. Anh ra mắt tại Süper Lig ngày 17 tháng 8 năm 2013 trước Fenerbahçe.

## Bàn thắng quốc tế
| #  | Ngày                | Địa điểm                          | Đối thủ | Bàn thắng | Kết quả | Giải đấu                 |
| -- | ------------------- | --------------------------------- | ------- | --------- | ------- | ------------------------ |
| 1. | 16 tháng 6 năm 2023 | Sân vận động Skonto, Riga, Latvia | Latvia  | 1–0       | 3–2     | Vòng loại UEFA Euro 2024 |